# 오세트 파이
오세트 파이(오세트어: чъири 찌리, 복수: чъиритӕ 찌리터)는 오세티야 요리에서 소를 넣은 빵 또는 파이이다.

## 종류
- 까부스카즌(къабускаджын): 양배추, 치즈
- 꺼두르즌(хъӕдурджын): 강낭콩
- 나스즌(насджын): 호박
- 다본즌(давонджын): 빅토리아산마늘
- 월리버흐(уӕливых), 허비즈즌(хӕбизджын): 감자, 치즈
- 처허라즌(цӕхӕраджын): 비트
- 카르토프즌(картофджын): 감자
- 프드즌(фыдджын): 고기

## 같이 보기
- 뵈레크
- 하차푸리